# Satz von Escher

Parkettierung der Ebene nach dem Satz von Escher (Ausschnitt)

Nach dem Satz von Escher, benannt nach dem Graphiker M. C. Escher, in dessen Aufzeichnungen sich Untersuchungen zu parkettierenden Sechsecken finden, lässt sich die Ebene mit nicht-regelmäßigen Sechsecken parkettieren.

## Mathematische Aussage
Als Grundlage für die Formulierung dient Abbildung 1 (siehe nächster Abschnitt) als Planfigur.
- Gegeben seien ein gleichseitiges Dreieck {\displaystyle ABC} und ein Punkt {\displaystyle P} außerhalb von {\displaystyle ABC}.
- Q sei Eckpunkt des gleichschenkligen Dreiecks {\displaystyle QPB}, dessen Winkel an der Spitze die Weite 120° hat.
- R sei Eckpunkt des gleichschenkligen Dreiecks {\displaystyle PRA}, dessen Winkel an der Spitze ebenfalls die Weite 120° hat.

Unter diesen Voraussetzungen ist auch das Dreieck {\displaystyle RQC} gleichschenklig mit dem Winkel der Weite 120° an der Spitze.
Bei der Beweisführung wird mit Hilfe des Satzes von Napoleon die Konstruktion rückwärts betrachtet.
Die Punkte {\displaystyle A}, {\displaystyle B} und {\displaystyle C} sind jeweils Mittelpunkte von – in der Planfigur nicht enthaltenen – gleichseitigen Dreiecken über den Seiten {\displaystyle PR} bzw. {\displaystyle PQ} bzw. {\displaystyle RQ} des Dreiecks {\displaystyle PQR}. Demnach ist {\displaystyle ABC} das gleichseitige Napoleon-Dreieck des Dreiecks {\displaystyle PQR}. Aus dessen Eigenschaften folgt, dass die Dreiecke {\displaystyle PRA}, {\displaystyle QPB} und {\displaystyle RQC} gleichschenklig mit dem Winkel der Weite 120° an der Spitze sind.
Im Folgenden wird das Vieleck {\displaystyle APBQCR} mit Escher-Sechseck bezeichnet.

## Mögliche Formen des Escher-Sechsecks
Je nach Lage des Punktes {\displaystyle P} entstehen konvexe, konkave, entartete und überschlagene Escher-Sechsecke.

Abb. 1: Konvexes Sechseck
Abb. 2: Konkaves Sechseck
Abb. 3: Entartetes Sechseck
Abb. 4: Überschlagenes Sechseck

- Liegt {\displaystyle P} innerhalb des Dreiecks {\displaystyle AEB}, so ist das Escher-Sechseck konvex.
- Liegt {\displaystyle P} im Innern eines der Dreiecke {\displaystyle DEA} oder {\displaystyle EFB}, so ist das Escher-Sechseck konkav.
- Liegt {\displaystyle P} auf einer der sechs Seiten der Dreiecke {\displaystyle ADE}, {\displaystyle BEF} und {\displaystyle AEB}, so ist das Escher-Sechseck entartet.
- Liegt {\displaystyle P} außerhalb der Dreiecke {\displaystyle ADE}, {\displaystyle BEF} und {\displaystyle AEB}, so ist das Escher-Sechseck ein überschlagenes Sechseck.[1][2]